# شعب شيانبي
شعب شيانبي (/ʃjɛnˈbeɪ/؛ بالصينية المبسطة: 鲜卑؛ بالصينية التقليدية: 鮮卑؛ بينيين: Xiānbēi) كان شعبًا قديمًا من الرحل، سكن سهوب شرق أوراسيا فيما يُعرف اليوم بمنغوليا ومنغوليا الداخلية وشمال شرق الصين. يُرجَّح أن شعب شيانبي لم يكن ينتمي إلى عرق واحد، بل كان اتحادًا متعدد اللغات والأعراق يتكون بشكل رئيسي من المغول الأوائل (الذين تحدثوا إما لغات ما قبل المغول الأوائل، أو لغات شبه مغولية)، وبدرجة أقل، من شعوب التونغوسيك والتركية. وقد نشأوا من شعب دونغهو الذي انقسم إلى شعب ووهوان وشيانبي عندما هزمهم شعب شيونغنو في نهاية القرن الثالث قبل الميلاد. بعد الانقسام، لم يكن لشعب شيانبي اتصال مباشر مع سلالة هان، التي كانت تقطن شمال ووهوان. في القرن الأول قبل الميلاد، بدأ شعب شيانبي الانخراط بنشاط في الصراع بين الهان والهيونغو، والذي بلغ ذروته باستبدال شيانبي بالهيونغو على هضبة منغوليا.

## التاريخ
تتضمّن الأدبيات الصينية من حقبة الممالك المتحاربة إشارات مبكرة إلى الشيانبي، كما يظهر في القصيدة «الدعوة الكبرى» (بالصينية: 大招؛ بالبينيين: Dà zhāo) الواردة ضمن مجموعة «أناشيد تشو»، وربما أيضًا في الفصل «خطابات جين 8» من كتاب «خطابات الولايات».
عندما هزم مودو شانيو شعب الدونغو، المعروفين بـ«البرابرة الشرقيين»، نحو عام 208 قبل الميلاد، انقسم الدونغو إلى الشيانبي والووهوان. ووفقًا لكتاب «هان المتأخرة»، فإن «لغة الشيانبي وثقافتهم تماثل لغة الووهوان وثقافتهم».
وقع أول اتصال مهم بين الشيانبي وسلالة هان في عامي 41 و45 ميلادية، حين شارك الشيانبي مع الووهوان والشيونغنو في شنّ غارات على أراضي هان. في عام 49، أقنع الحاكم جي تونغ زعيم الشيانبي بيانخه بالانقلاب على الشيونغنو، مقابل مكافآت تُمنح لقاء كل رأس شيونغنو يتم جمعها.
في عام 54، قدّم كل من يوتشوبن ومانتو من الشيانبي الجزية إلى الإمبراطور غوانغوو من أسرة هان.
في عام 58، هاجم زعيم الشيانبي بيانخه وقتل شينتشيبن، زعيم من الووهوان كان يثير المتاعب في قيادة يويانغ.
في عام 85، عقد الشيانبي تحالفًا مع الدينغلينغ والشيونغنو الجنوبيين.
في عام 87، هاجم الشيانبي زعيم الشيونغنو «تشانيو» يُوليو وقتلوه، ثم سلخوا جلده وجلود أتباعه واتخذوها غنائم.
في عام 93، وبعد أن أجبرت سلالة هان الشيونغنو الشماليين على التراجع نحو الشمال الغربي، بدأ الشيانبي باحتلال هضبة منغوليا، واستوعبوا 100,000 فرد من قبائل الشيونغنو، مما عزز من قوتهم.
في عام 109، هاجم كل من الووهوان والشيانبي قيادة وويوان وهزموا القوات الهانية المحلية. تمرّد زعيم الشيونغنو الجنوبيين «تشانيو» وانشيشيجودي على أسرة هان وهاجم المبعوث غنغ تشونغ، إلا أنه أخفق في الإطاحة به. ردّت قوات هان بقيادة غنغ كوي بهجوم مضاد، وهزمت قوة من الشيونغنو بلغ قوامها 3,000 مقاتل، لكنها عجزت عن الاستيلاء على عاصمة الشيونغنو الجنوبيين بسبب تفشي المرض بين خيول حلفائهم الشيانبي.
شنّ الشيانبي بقيادة تشيتشجيان أربع غارات على أراضي هان بين عامي 121 و138. وفي عام 145، نفّذ الشيانبي غارة على قيادة داي.

### تحالف شيانبي
حوالي منتصف القرن الثاني الميلادي، وحّد زعيم يُدعى تانشيهواي قبائل الشيانبي، وأنشأ بلاطًا إمبراطوريًا في جبل دانهان «彈汗山» (في مقاطعة شانغيي الحالية، بمقاطعة خبي). خلال فترة حكمه، هاجم الشيانبي شعب الووسون في الغرب، وصدّوا الدينغلينغ من الشمال، والبوييُو من الشرق. قسّم تانشيهواي إمبراطورية الشيانبي إلى ثلاثة أقسام، وأوكل الإشراف على كل قسم إلى زعيم مُعيَّن.
قسّم تانشيهواي من الشيانبي أراضيه إلى ثلاثة أقسام: الشرقي، والأوسط، والغربي. امتدّ القسم الشرقي من يو بِيْبِينغ إلى نهر لياو، متّصلًا بفُيو ومُو في الشرق، وضمّ أكثر من 20 مقاطعة. كان الزعماء «دارِن» في هذا القسم يُدعون ميجيا «彌加»، تشيويجي «闕機»، سولي «素利»، وهُويتو «槐頭». امتدّ القسم الأوسط من يو بِيْبِينغ إلى شانغو غربًا، وضمّ أكثر من 10 مقاطعات. وكان الزعماء فيه يُدعون كيتسوي «柯最»، تشيويجو «闕居»، مورونغ «慕容»، وآخرين. أما القسم الغربي، فامتدّ من شانغو إلى دونهوانغ، متّصلًا بشعب الووسون في الغرب، وضمّ أكثر من 20 مقاطعة. وكان الزعماء في هذا القسم يُدعون تشيجيان لولو «置鞬落羅»، ريليو توييان «曰律推演»، يانلييو «宴荔游»، وغيرهم. خضع جميع هؤلاء الزعماء لسلطة تانشيهواي.

— سجلات الممالك الثلاث
طوال فترة حكمه، شنّ تانشيهواي غارات عنيفة على حدود أسرة هان الشمالية، وسُجّلت أولى غاراته في عام 156. في عام 166، تحالف مع الشيونغنو الجنوبيين والووهوان لمهاجمة مناطق شنشي وقانسو. تسبّبت هذه الغارات في دمار واسع للقيادات الحدودية وأدّت إلى خسائر بشرية كبيرة. رغم تمكّن أسرة هان من صدّ هذه الهجمات في بعض المناسبات، إلا أن القلق استمرّ من عجزها عن إخضاع تانشيهواي. حاولت هان استرضاءه بمنحه لقب ملك، غير أن تانشيهواي رفض العرض، واستمرّ في مضايقة حدودهم.
في عام 177، قاد كل من شيا يو، وتيان يان، وتشانيو الشيونغنو الجنوبي توته رووشي تشوجيو، قوة قوامها 30,000 جندي ضد الشيانبي، إلا أنهم هُزموا، ولم يعد منهم سوى عُشر القوات فقط. تسجّل مذكرة رُفعت في العام نفسه أنّ الشيانبي استولوا على جميع الأراضي التي كانت سابقًا تحت سيطرة الشيونغنو، وأنّ عدد محاربيهم بلغ 100,000. لجأ إليهم فارّون من أسرة هان، عملوا مستشارين لديهم، كما امتلك الشيانبي معادن مكرّرة وحديدًا مشغولًا. تميّزت أسلحتهم بحدة تفوق أسلحة الشيونغنو، وكانت خيولهم أسرع. تشير مذكرة أخرى قُدّمت في عام 185 إلى أن الشيانبي شنّوا غارات شبه سنوية على مستوطنات هان.
رغم الغارات المستمرة، افتقرت الكونفدرالية المتفرقة للشيانبي إلى التنظيم الذي ميّز إمبراطورية الشيونغنو، وواجهوا صعوبة في تلبية احتياجات سكانهم المتزايدين. توفي تانشيهواي في عام 181، وخلفه ابنه هيليان، غير أنّه لم يمتلك قدرات والده، وقُتل خلال غارة على بيدي في السنوات الأخيرة من حكم الإمبراطور لينغ من أسرة هان. نظرًا لكون ابن هيليان، تشيانمان، صغير السن عند وفاة والده، اختار الزعماء ابن أخيه كويتو ليخلفه في القيادة. مع بلوغ تشيانمان سن الرشد، تحدّى ابن عمّه على الخلافة، ما أدّى إلى تدمير آخر مظاهر الوحدة بين الشيانبي.